# Hoplolopha pinheyi
Hoplolopha pinheyi är en insektsart som beskrevs av Vitaly Michailovitsh Dirsh 1958. Hoplolopha pinheyi ingår i släktet Hoplolopha och familjen Pamphagidae. Inga underarter finns listade i Catalogue of Life.